# Rue de l'Ourcq
Pour les articles homonymes, voir Rue de l'Ourcq (Toulouse).
La rue de l’Ourcq est une rue du 19e arrondissement de Paris. Elle doit son nom au voisinage du canal de l’Ourcq.

## Situation et accès
Elle commence à l’avenue Jean-Jaurès, traverse le canal de l’Ourcq, l’avenue de Flandre, la rue Curial et la rue de Crimée. Elle est la seule avec la rue de Crimée qui traverse le canal de l’Ourcq.

## Origine du nom
Elle porte ce nom en raison du voisinage du canal de l'Ourcq.

## Historique
Cette voie de l'ancienne commune de La Villette s'est appelée :
- « rue Royale » entre les rues d'Allemagne et de Flandre, ouverte par un décret du gouvernement provisoire du 12 avril 1848 ;
- « rue Saint-Denis » entre les rues de Flandre et de Cambrai ;
- « chemin de Saint-Ouen » entre les rues de Cambrai et d'AubervilIiers qui porte, sur le plan cadastral de 1812, le nom de « chemin de la Croix-de-l'Évangile ».

Ces trois rues, qui dataient de 1837 et 1845, furent classées dans la voirie parisienne par un décret du 23 mai 1863 puis réunies sous la dénomination actuelle par un arrêté du 20 juillet 1868.
Le 23 mars 1918, durant la première Guerre mondiale, un obus lancé par la Grosse Bertha explose au no 29 rue de l'Ourcq. Un second obus éclata le 30 mars 1918 au no 85.

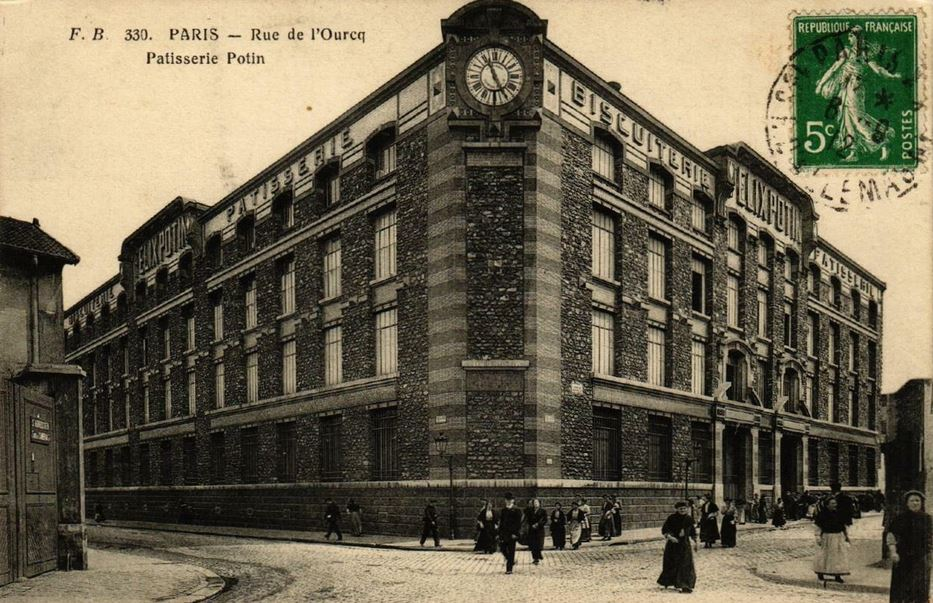
L'ancienne pâtisserie Potin.
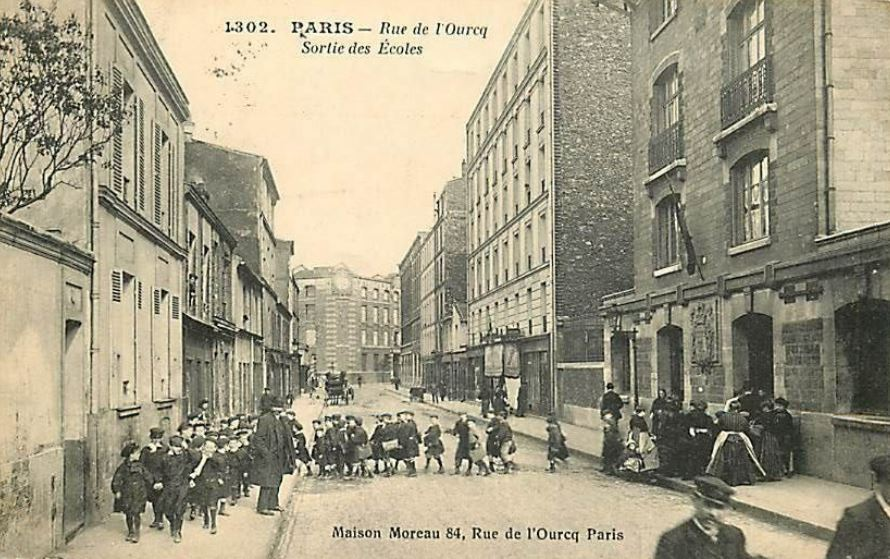
La sortie des écoles.

## Bâtiments remarquables et lieux de mémoire
- No 80 : église Saint-Luc (1998, arch. P.-H. Montel).
- No 91 - 95, angle avec la rue Archereau : ancienne usine de Félix Potin, par l'architecte Charles Lemaresquier[2].
- No 121 : logements (1986, arch. M. Duplay).
- No 145 : 76 logements sociaux (Habitat social français) dans un ancien entrepôt de la fin du XIXe siècle où étaient stockés des meubles des Galeries Barbès (1980, arch. Christian Maisonhaute, Arnaldo Coutin et Jacques Lévy). Une rue intérieure couverte par une verrière assure distribution, aération et éclairage des appartements[3].
- Pont de la rue de l'Ourcq qui traverse le canal éponyme.

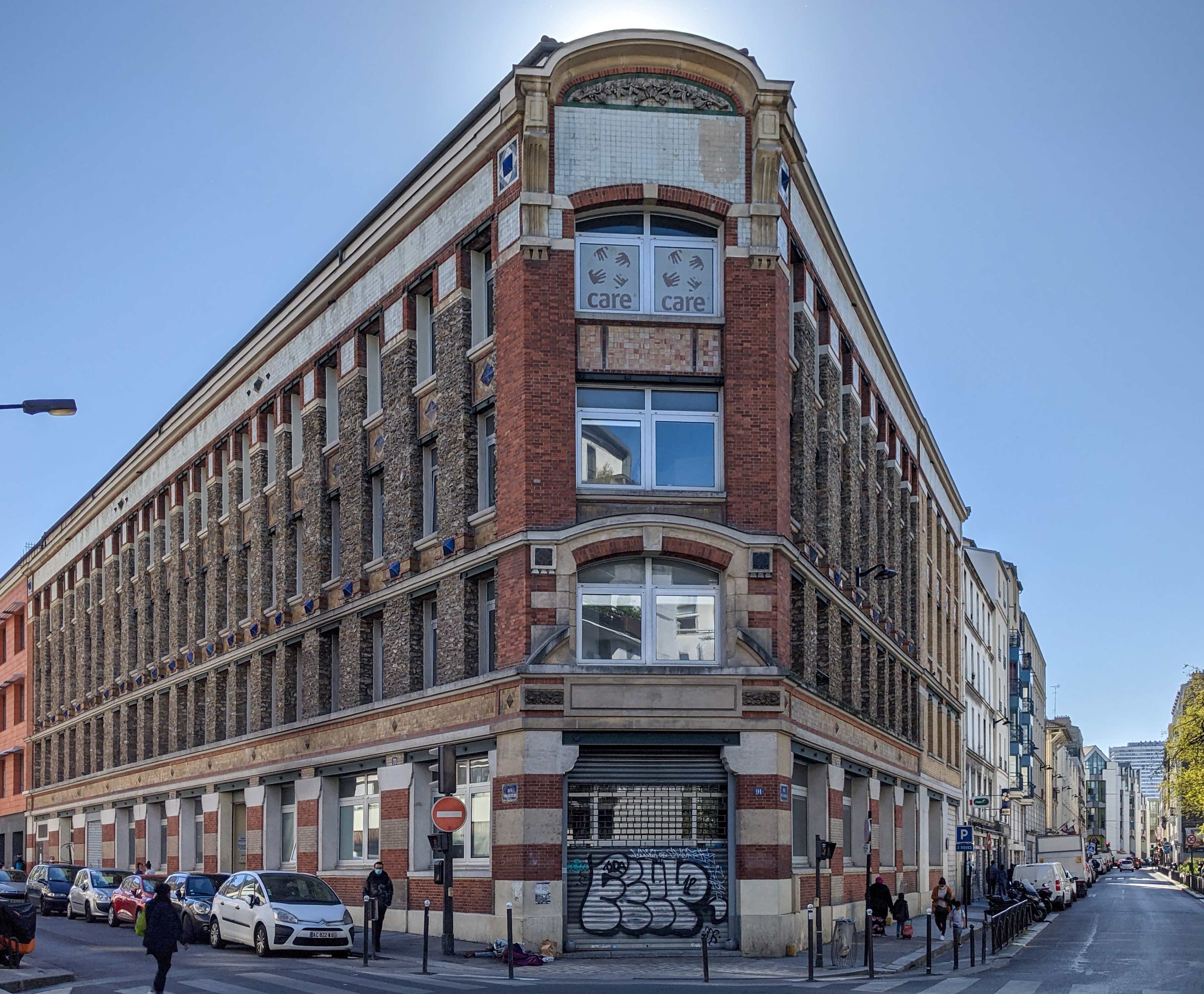
Bâtiment subsistant de l'usine Félix Potin
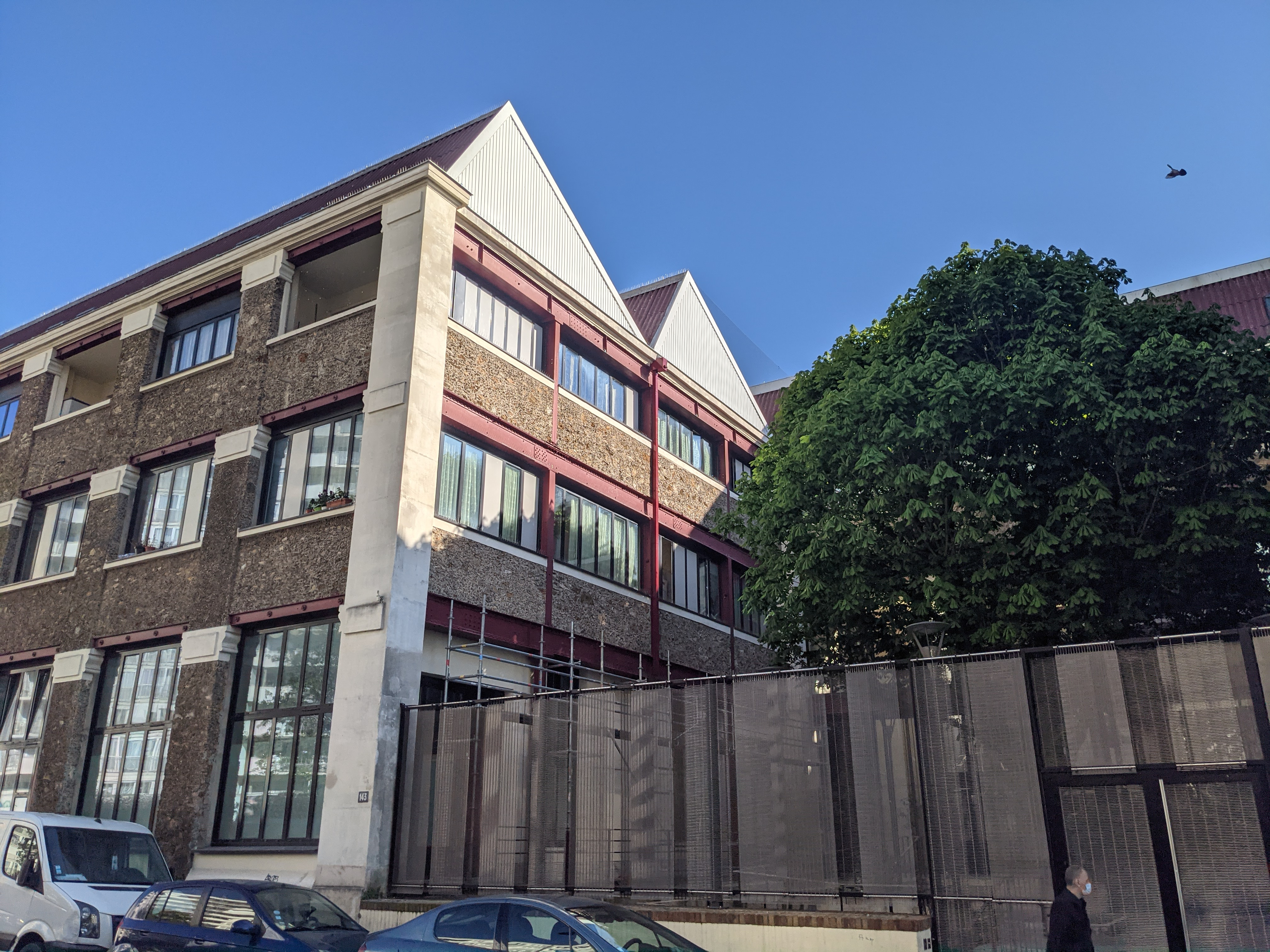
143 - 145, anciens entrepôts des Galeries Barbès convertis en logements